# Vălișoara (okręg Caraș-Severin)
Vălișoara – wieś w Rumunii, w okręgu Caraș-Severin, w gminie Bucoșnița. W 2011 roku liczyła 701 mieszkańców. 